# Atletica leggera ai Giochi della VII Olimpiade - 3000 metri a squadre
La competizione dei 3000 metri a squadre di atletica leggera ai Giochi della VII Olimpiade si tenne i giorni 21 e 22 agosto 1920 allo Stadio Olimpico di Anversa.

## Risultati

### Batterie
| Pos. | Nazione       | Atleta                | Piazz | Punti | Punti Totali |
| ---- | ------------- | --------------------- | ----- | ----- | ------------ |
| 1    | Gran Bretagna | Duncan McPhee         | 2º    | 2     | 11           |
| 1    | Gran Bretagna | Joe Blewitt           | 4º    | 4     | 11           |
| 1    | Gran Bretagna | William Seagrove      | 5º    | 5     | 11           |
| 1    | Gran Bretagna | Percy Hodge           | 12º   | —     | 11           |
| 1    | Gran Bretagna | James Hatton          | 13º   | —     | 11           |
| 2    | Svezia        | Sven Lundgren         | 1º    | 1     | 12           |
| 2    | Svezia        | John Zander           | 3º    | 3     | 12           |
| 2    | Svezia        | Eric Backman          | 8º    | 8     | 12           |
| 2    | Svezia        | Edvin Wide            | 11º   | —     | 12           |
| 2    | Svezia        | Josef Holsner         | 17º   | —     | 12           |
| 3    | Italia        | Ernesto Ambrosini     | 6º    | 6     | 25           |
| 3    | Italia        | Augusto Maccario      | 9º    | 9     | 25           |
| 3    | Italia        | Carlo Speroni         | 10º   | 10    | 25           |
| 3    | Italia        | Carlo Martinenghi     | 15º   | —     | 25           |
| 4    | Belgio        | Julien Van Campenhout | 7º    | 7     | 30           |
| 4    | Belgio        | Claude Otterbeen      | 14º   | 11    | 30           |
| 4    | Belgio        | Lucien Bangels        | 16º   | 12    | 30           |
| 4    | Belgio        | François Vyncke       | 18º   | —     | 30           |
| 4    | Belgio        | Pierre Trullemans     | 19º   | —     | 30           |
| 4    | Belgio        | Henri Smets           | 20º   | —     | 30           |

| Pos. | Nazione     | Atleta           | Piazz | Punti | Punti Totali |
| ---- | ----------- | ---------------- | ----- | ----- | ------------ |
| 1    | Francia     | Edmond Brossard  | 1º    | 1     | 7            |
| 1    | Francia     | Armand Burtin    | 2º    | 2     | 7            |
| 1    | Francia     | Gaston Heuet     | 4º    | 4     | 7            |
| 1    | Francia     | Lucien Duquesne  | 9º    | —     | 7            |
| 1    | Francia     | René Vignaud     | 10º   | —     | 7            |
| 2    | Stati Uniti | Horace Brown     | 3º    | 3     | 14           |
| 2    | Stati Uniti | Michael Devaney  | 5º    | 5     | 14           |
| 2    | Stati Uniti | Ivan Dresser     | 6º    | 6     | 14           |
| 2    | Stati Uniti | Lawrence Shields | 7º    | —     | 14           |
| 2    | Stati Uniti | Arlie Schardt    | 8º    | —     | 14           |

### Finale
| Pos.    | Nazione       | Atleta            | Piazz | Punti | Punti Totali |
| ------- | ------------- | ----------------- | ----- | ----- | ------------ |
| Oro     | Stati Uniti   | Horace Brown      | 1º    | 1     | 10           |
| Oro     | Stati Uniti   | Arlie Schardt     | 3º    | 3     | 10           |
| Oro     | Stati Uniti   | Ivan Dresser      | 6º    | 6     | 10           |
| Oro     | Stati Uniti   | Lawrence Shields  | 8º    | —     | 10           |
| Oro     | Stati Uniti   | Michael Devaney   | 12º   | —     | 10           |
| Argento | Gran Bretagna | Joe Blewitt       | 5º    | 5     | 20           |
| Argento | Gran Bretagna | Albert Hill       | 7º    | 7     | 20           |
| Argento | Gran Bretagna | William Seagrove  | 9º    | 8     | 20           |
| Argento | Gran Bretagna | James Hatton      | 10º   | —     | 20           |
| Argento | Gran Bretagna | Duncan McPhee     | r     | —     | 20           |
| Bronzo  | Svezia        | Eric Backman      | 2º    | 2     | 24           |
| Bronzo  | Svezia        | Sven Lundgren     | 13º   | 10    | 24           |
| Bronzo  | Svezia        | Edvin Wide        | 15º   | 12    | 24           |
| Bronzo  | Svezia        | Josef Holsner     | 20º   | —     | 24           |
| 4       | Francia       | Armand Burtin     | 4º    | 4     | 30           |
| 4       | Francia       | Gaston Heuet      | 14º   | 11    | 30           |
| 4       | Francia       | Edmond Brossard   | 18º   | 15    | 30           |
| 4       | Francia       | Lucien Duquesne   | 21º   | —     | 30           |
| 4       | Francia       | René Vignaud      | r     | —     | 30           |
| 5       | Italia        | Ernesto Ambrosini | 11º   | 9     | 36           |
| 5       | Italia        | Augusto Maccario  | 16º   | 13    | 36           |
| 5       | Italia        | Carlo Speroni     | 17º   | 14    | 36           |
| 5       | Italia        | Carlo Martinenghi | 19º   | —     | 36           |